# District de Shilong
Ne doit pas être confondu avec Shilong.
Pour les articles homonymes, voir Shilong (homonymie).
Le district de Shilong (石龙区 ; pinyin : Shílóng Qū) est une subdivision administrative de la province du Henan en Chine. Il est placé sous la juridiction de la ville-préfecture de Pingdingshan.